# Prix Ringuet
Pour un article plus général, voir Académie des lettres du Québec.
Le prix Ringuet (autrefois le prix Molson) est décerné chaque année à un auteur pour un roman ou un récit qui est jugé de très grande qualité par un jury formé de trois membres de l'Académie des lettres du Québec.
Son nom honore la mémoire du romancier et essayiste Philippe Panneton dit Ringuet.

## Liste des lauréats
- 1997 - Louise Dupré, La Memoria
- 1998 - Pierre Ouellet, La Légende dorée
- 1999 - Gaétan Soucy, La Petite Fille qui aimait trop les allumettes
- 2000 - Christiane Duchesne, L'Homme des silences
- 2001 - Aki Shimazaki, Hamaguri
- 2002 - Guillaume Vigneault, Chercher le vent
- 2003 - Rober Racine, L'Ombre de la terre
- 2004 - Gilles Jobidon,  La Route des petits matins
- 2005 - Pierre Yergeau, Les Amours perdues
- 2006 - Martine Desjardins, L'Évocation
- 2007 - Andrée A. Michaud, Mirror Lake
- 2008 - Hélène Rioux, Mercredi soir au bout du monde
- 2009 - Martin Robitaille, Les Déliaisons
- 2010 - Alexandre Lazaridès, Adieu, vert paradis
- 2011 - Louis Hamelin, La Constellation du lynx
- 2012 - Jocelyne Saucier, Il pleuvait des oiseaux
- 2013 - Jean Bédard, Marguerite Porète
- 2014 - Yvon Paré, Le Voyage d'Ulysse
- 2015 - Michaël La Chance, Épisodies
- 2016 - Gabriel Marcoux-Chabot,  Tas-d’roches
- 2017 - Christian Guay-Poliquin, Le Poids de la neige
- 2018 - Stéfanie Clermont, Le jeu de la musique
- 2019 - Kevin Lambert, Querelle de Roberval
- 2020 - Élise Turcotte, L’apparition du chevreuil
- 2021 - Ying Chen, Rayonnements
- 2022 - Alain Farah, Mille secrets, mille dangers
- 2023 - Kevin Lambert, Que notre joie demeure
- 2024 - Audrée Wilhelmy, Peau-de-Sang ex aequo avec  Louis-Daniel Godin, Le compte est bon